# Weidenhahn

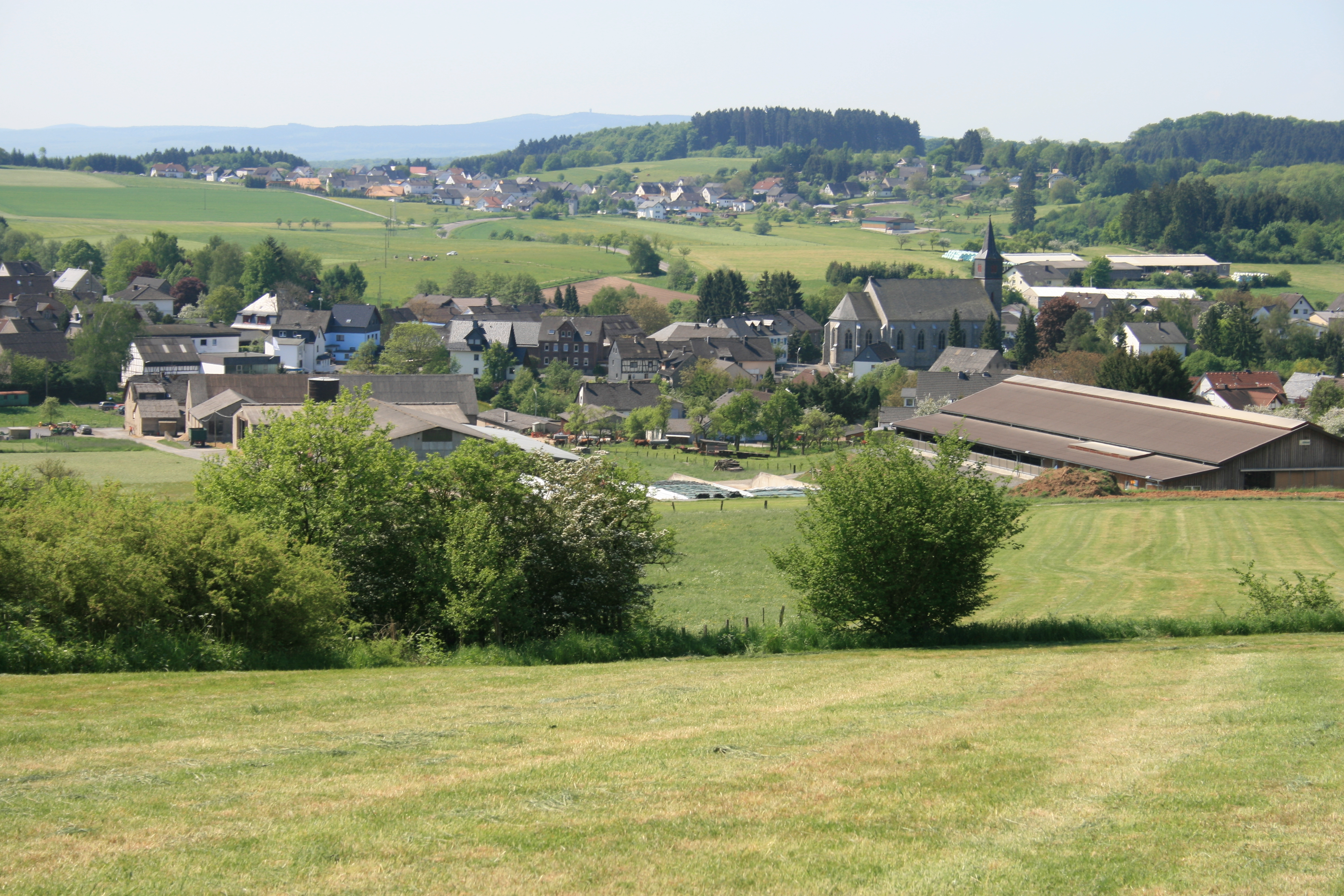
Der Ortskern von Weidenhahn

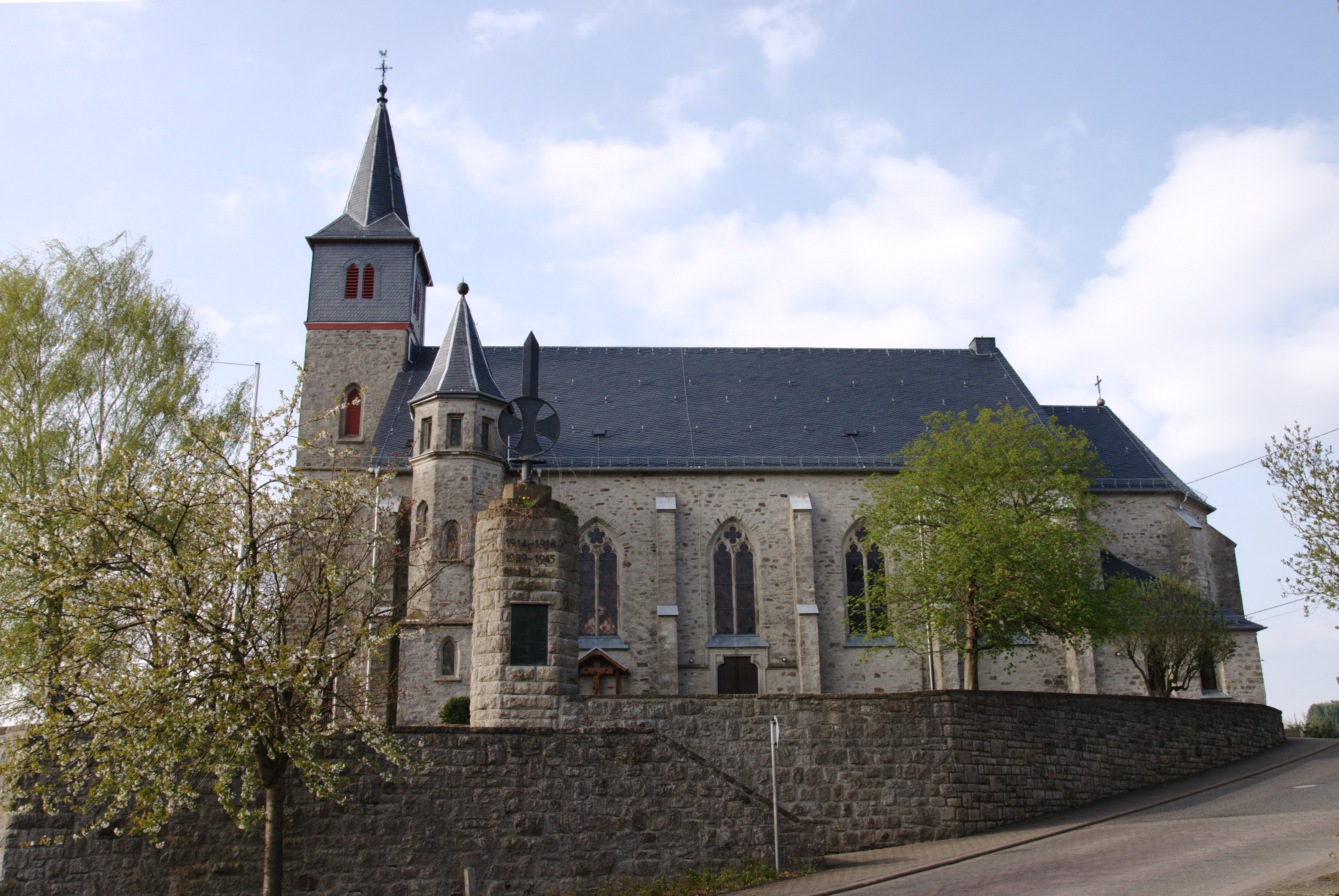
Katholische Kirche

Weidenhahn (mundartlich: Wäirehohn) ist eine Ortsgemeinde im Westerwaldkreis in Rheinland-Pfalz. Sie gehört der Verbandsgemeinde Selters (Westerwald) an.

## Geographie
Weidenhahn liegt im Westerwald zwischen Hachenburg im Norden, Westerburg im Osten, Montabaur im Süden und dem etwa sechs Kilometer westsüdwestlich gelegenen Selters an der Mündung des Weiden- in den Steinchesbach. Es befindet sich etwas südsüdöstlich der Westerwälder Seenplatte.
Etwa zwei Kilometer nordöstlich des Dorfs steht seit 1998 auf dem Helleberg (491 m ü. NHN) ein Aussichtsturm mit Aussicht unter anderem über den Westerwald.

## Geschichte
Urkundlich wurde Weidenhahn um 1200 unter dem Namen Weidenhagen erstmals erwähnt. Weitere Namen im Lauf der Zeit sind: Weidenhayn, Wedinhane, Weidinhan, Weidenhayn und Weidenhahn. Die Endung -hahn lässt eine Gründung vor dem Ende des 10. Jahrhunderts als unwahrscheinlich erscheinen.
1525 wird erstmals eine Kapelle im Ort genannt. 1730 erfolgte die Errichtung einer eigenen Pfarrei, die aber Teil des Kirchspiels Meudt blieb. 1736 wurde die Kirche baulich erweitert und 1868 durch den heute noch bestehenden Neubau erweitert.

## Politik

### Gemeinderat
Der Gemeinderat in Weidenhahn besteht aus zwölf Ratsmitgliedern, die bei der Kommunalwahl am 9. Juni 2024 in einer Mehrheitswahl gewählt wurden, und dem ehrenamtlichen Ortsbürgermeister als Vorsitzendem. Auch 2019 fand bereits Mehrheitswahl statt.
Bei der Kommunalwahl am 25. Mai 2014 wurde der Gemeinderat in einer personalisierten Verhältniswahl gewählt. Die zwölf Sitze verteilten sich auf zwei Wählergruppen.

### Bürgermeister
Bei der Direktwahl am 26. Mai 2019 wurde Frank Eulberg mit 89,14 Prozent der abgegebenen Stimmen für weitere fünf Jahre im Amt bestätigt. Bei der Direktwahl am 9. Juni 2024 wurde er ohne Gegenkandidaten mit 82,0 Prozent der Stimmen wiedergewählt.

### Wappen und Flagge

#### Wappen
| Wappen von Weidenhahn | Blasonierung: „In Blau ein goldener Torbogen mit sieben Steinen, überhöht von einer silbernen Schaufel, diese begleitet von zwei goldenen Weidenzweigen, unter dem Bogen ein silberner Schlüssel gekreuzt mit einem silbernen Schwert.“ |
| Wappen von Weidenhahn | Das Wappen wurde der Ortsgemeinde am 11. November 1991 genehmigt. |

#### Flagge
Am 4. Dezember 2014 wurde der Ortsgemeinde eine Flagge genehmigt. Die Flagge ist als Banner, Hängeflagge und hochrechteckige Hissflagge quergestreift, den linken und rechten Flaggensaum blau-weiß-blau-gelb-blau-weiß-blau im Verhältnis 4:4:100:34:47:5,5:5,5, den gelben Flaggenstreifen (34) in Form eines gemauerten gelben Rundbogens, teilend, oben eine weiße Pflugschar über zwei gelben Weidenzweigen (1:2), unten gekreuzte weiße Schlüssel und Schwert, Flaggenlänge zu Flaggenbreite wie 200 zu 100.

## Verkehr
- Die Ortsgemeinde liegt westlich der Bundesstraße 8, die von Limburg an der Lahn nach Siegburg führt.
- Die Autobahnanschlussstelle Ransbach-Baumbach ist die nächste Verbindung zur Bundesautobahn 3.
- Der nächstgelegene ICE-Halt ist der Bahnhof Montabaur an der Schnellfahrstrecke Köln–Rhein/Main.